# Mario Cubbino
Mario Cubbino (né le 14 janvier 1930 à Gorizia, dans le Frioul-Vénétie Julienne et mort le 2 mai 2007 à Rimini) est un dessinateur italien de bandes dessinées.

## Biographie
Mario Cubbino fait ses débuts en 1952 en aidant Dufflocq Magni dans la réalisation de Pantera Bionda (en).
En 1954, il dessine Nat Del Santa Cruz pour l'éditeur Tristano Torelli alors qu'il fréquente parallèlement le studio de Rinaldo D'Ami. C'est par ce studio qu'il dessine ensuite quantité de récits sentimentaux (dont My Friend Sara, alias Shirley) et d'histoires de guerre pour Amalgated Press, connu aussi sous le nom de Fleetway. Finalement, il décide d'aller habiter à Londres pour son travail, où il reste jusqu'en 1963. Cette année-là, il revient en Italie, il reprend sa collaboration avec Torelli en dessinant le western Roy Dallas et quelques histoires de Pecos Bill. Dans les années 1970, il s'adonne aux BD érotiques en dessinant ZIP e JUNGLA (Jungla en français), puis Wallestein il mostro (Wallenstein) et Karzan, tous publiés chez Elvifrance. Ses travaux paraissent aussi dans Al Capone, Contes Féérotiques, Contes Satyriques, EF PopComix, Goldboy, Outre-Tombe, Satires, Série Rouge, Série Verte. À partir de 1973, il collabore avec le Corriere dei raggazzi où il réalise quelques récits réalistes. En 1974, il dessine L'Ombra avec Alfredo Castelli au scénario. L'année suivante, il dessine Edge, le personnage de George Gilman sur des scénarios de D'Argenzio et de Tiziano Sclavi pour le Corrier Boy. En 1976, il réalise Doting Doug avec Claudio et Graziano Cicogna, mais aussi des couvertures de l'hebdomadaire Bliz. Pour Sergio Bonelli Editore, il dessine également un épisode de Zagor, mais son style ne semble pas convenir à l'éditeur. Plus tard, reprend la collaboration avec Bonelli sur Dylan Dog. Il participe aussi à Rick Ross alias Baroud, Rod Zey, Roi des Profondeurs, Roxy et Tahy Tim, réalisés pour Lug. Par la suite, il intègre l'équipe de dessinateurs de Diabolik.